# Globi im Museum

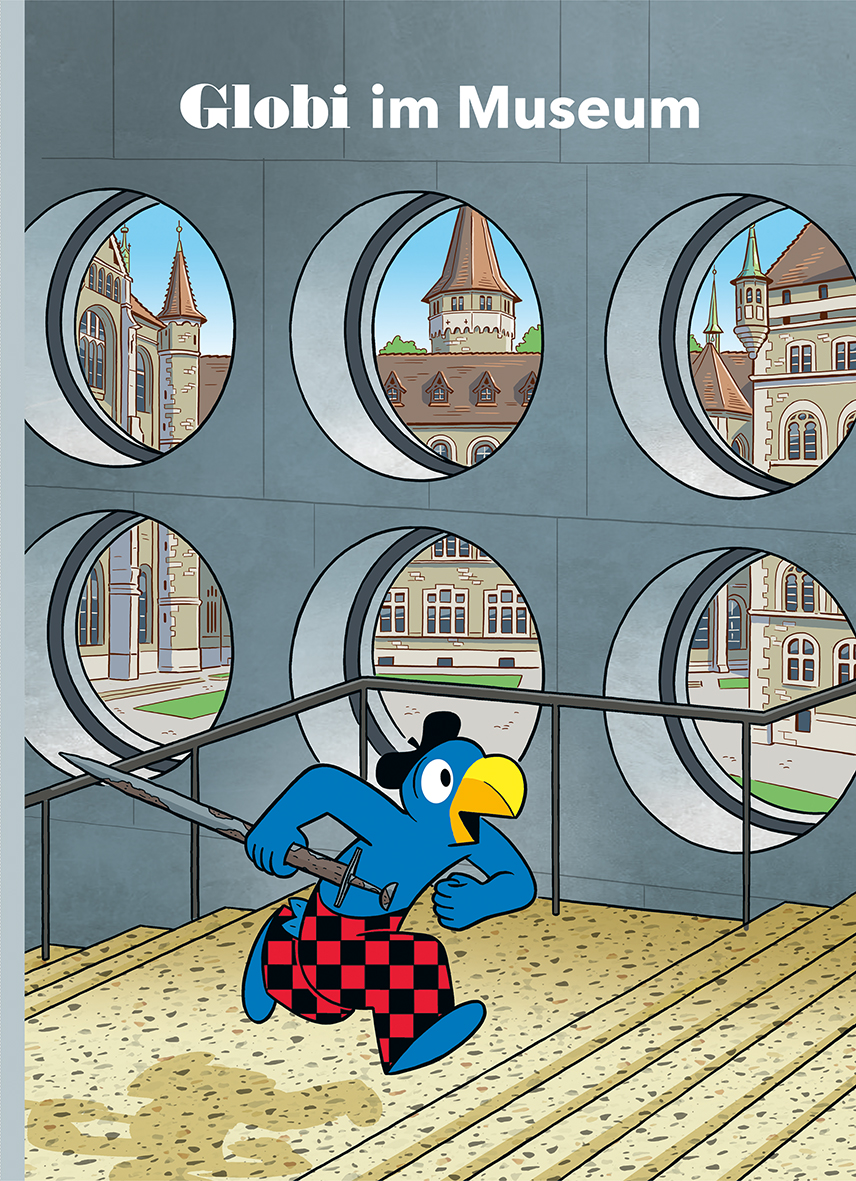
Buchcover von Globi im Museum

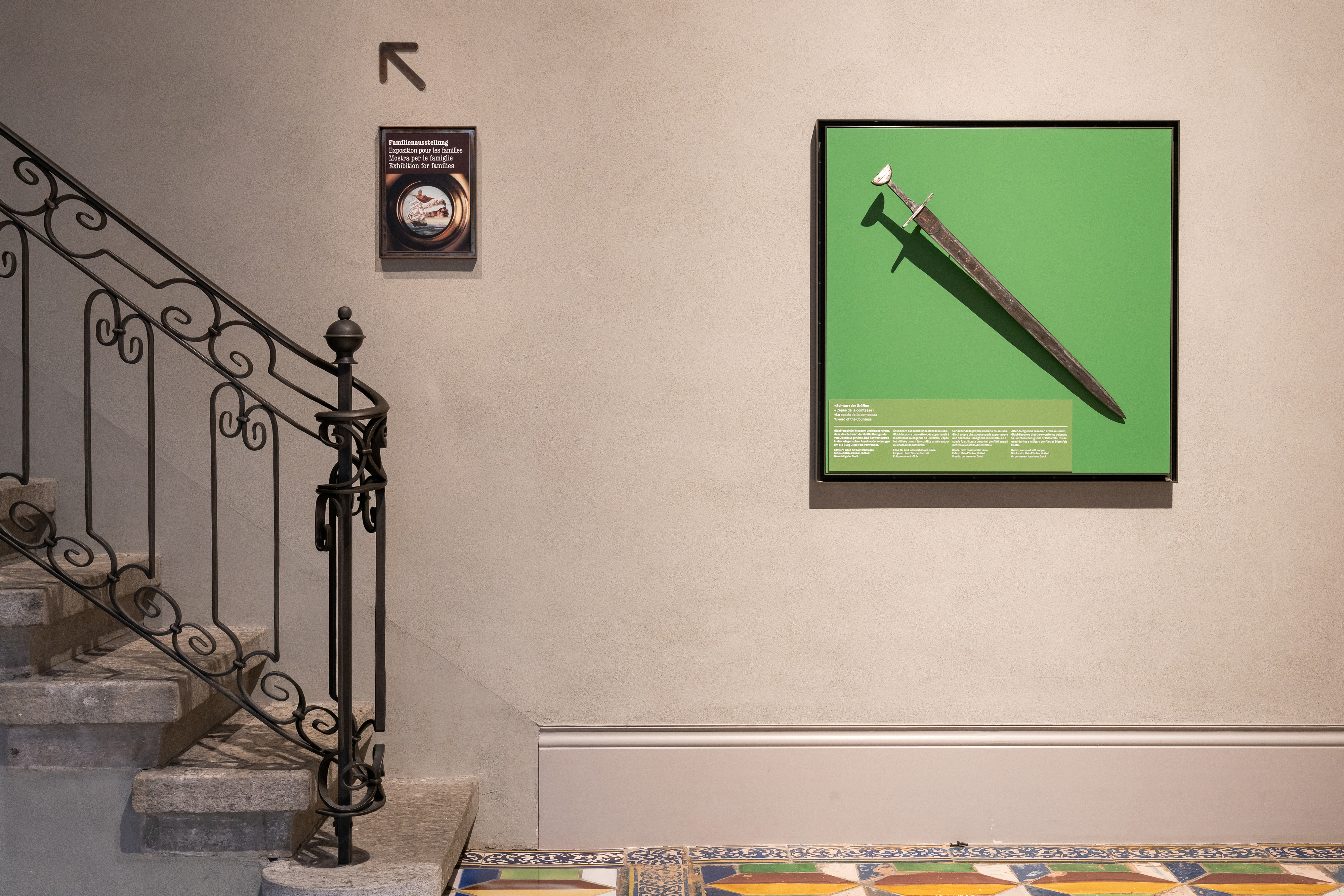
Globi-Schwert im Landesmuseum Zürich

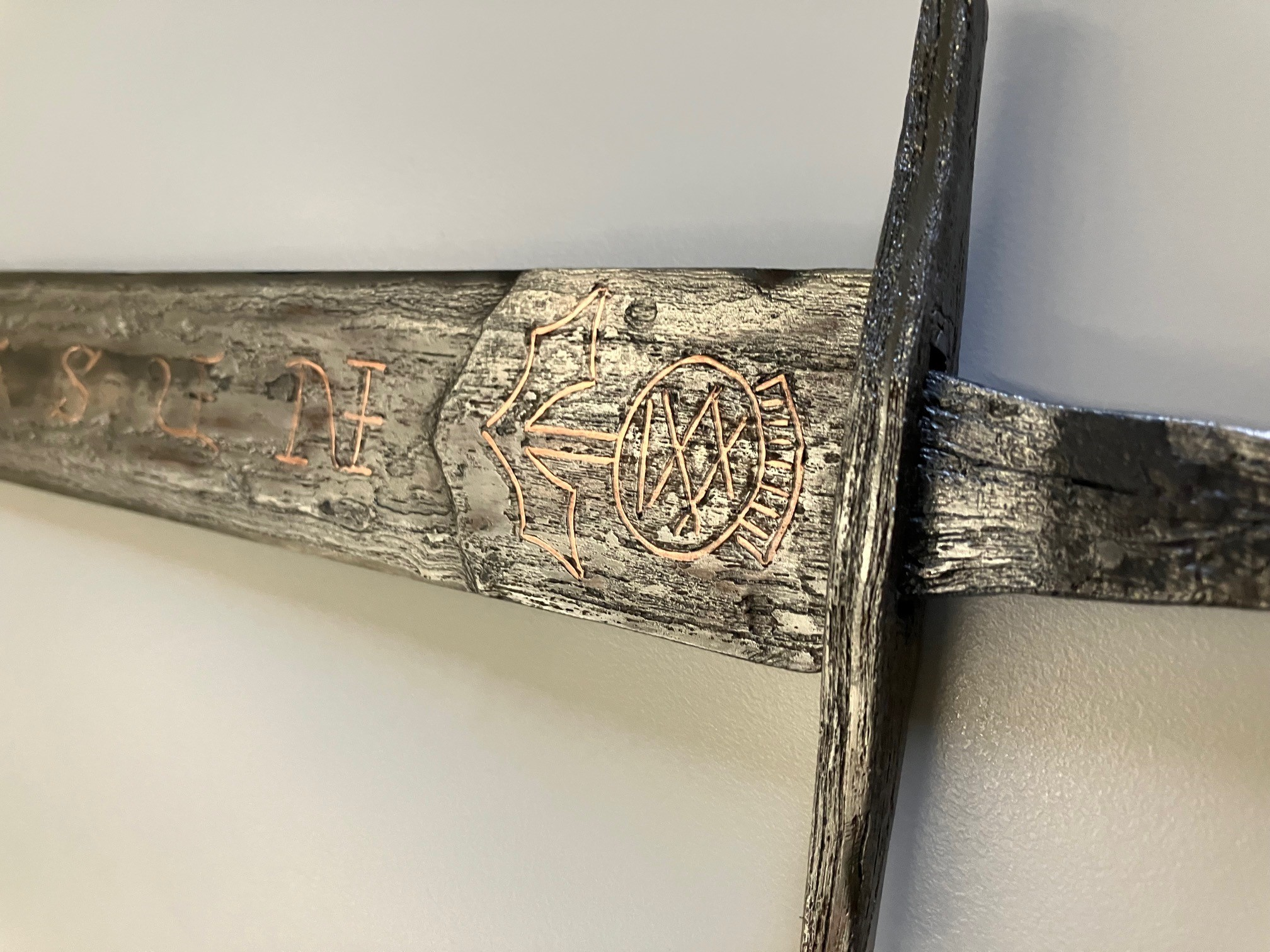
Die tauschierte Verzierung auf dem Globi-Schwert

Globi im Museum ist eine Bildergeschichte mit der Schweizer Kinderbuch-Figur Globi. Sie erzählt in bekannter Versform, wie Globi in abenteuerliche Begegnungen im Landesmuseum Zürich verwickelt wird und dabei mit detektivischem Spürsinn einer Spur folgt, um ein Geheimnis zu lüften, das sich um ein Schwert dreht. Die Geschichte veranlasste das Landesmuseum, mit dem fiktiven Schwert einen realen Ausstellungsgegenstand zu schaffen und damit die Trennung zwischen Fiktion und Wirklichkeit zu verwischen.

## Inhalt
Das Buch von Verseautor Boni Koller und Comic-Autor Daniel Frick erzählt von einem rätselhaften Schwert, das Globi geschenkt bekommt, weil er seinem alten Bekannten Professor Federkiel beim Entrümpeln des Dachbodens geholfen hat. Ist das Schwert echt oder eine billige Kopie? Globi wendet sich ans Landesmuseum, wo man sich mit solchen Fragen auskennt. Hier beginnt seine Spurensuche – aber zu einer Zeit, da das Museum geschlossen ist. Auf seiner abenteuerlichen Spurensuche durch die Ausstellungsräume und die Depots trifft er auf historische Figuren aus verschiedenen Epochen und nimmt an entscheidenden Ereignissen und Bräuchen der Schweizer Geschichte teil. Auf diese Weise begegnet er dem Schweizer Schul- und Sozialreformer Johann Heinrich Pestalozzi und dem Schweizer Nationalhelden Wilhelm Tell. Er lädt sich zum Zürcher Wurstessen bei Christoph Froschauer ein und bestaunt den Erd- und Himmelsglobus aus dem 16. Jahrhundert, der ursprünglich in der St. Galler Stiftsbibliothek stand. Dank eines Numismatikers, der die Prägung auf seinem Schwert identifiziert, kommt Globi der Lösung des Rätsels einen Schritt näher. Ein Gespenst bringt die Herkunft des Schwerts endgültig ans Licht. Die auf das Schwert tauschierten Wappen belegen ihre Erklärung. Am Ende der Geschichte überlässt Globi das Schwert dem Landesmuseum, um seinen Schatz der Öffentlichkeit zugänglich zu machen.
Nach der Globi-Geschichte folgt als Anhang eine Erklärung zum Schweizerischen Nationalmuseum. Dazu gehören das Sammlungszentrum in Affoltern am Albis, das Château de Prangins, das Landesmuseum Zürich und das Forum Schweizer Geschichte Schwyz.

## Entstehung
Der Schöpfer der Globi-Figur und der ersten Bilderbuchgeschichten von Globi war Robert Lips. Globi, der 1932 zum 25-Jahrjubiläum von Globus erstmals erschien, gehört zur gleichen Generation wie Mickey Mouse, der erstmals 1928 in einem vertonten Trickfilm auftrat.
Die Idee zu «Globi im Museum» lancierte das Landesmuseum Zürich 2015 mit einem ersten Kontakt mit dem Globi-Verlag. Erst 2022 nahm die Idee Konturen an. Bei einem stundenlangen Rundgang durchs Museum mit der Verlegerin des Globi-Verlags Gisela Klinkenberg und Daniel Frick, einem der fünf Globi-Illustratoren, und dem Historiker und Kommunikationschef des Schweizerischen Nationalmuseums Andrej Abplanalp nahm die Geschichte von Globi im Museum Gestalt an. Daniel Frick baute aus den einzelnen Mosaiksteinen eine spannende Geschichte und zeichnete die Comic-Bilderfolgen. Boni Koller schuf die Verse. Die beiden Autoren hatten schon bei früheren Globi-Bänden zusammengearbeitet. «Globi im Museum» erschien im März 2024 als 98. Band der Globi-Bildgeschichten.
Der Globi-Verlag veröffentlichte zudem ein Hörspiel der Geschichte und eine gleichnamige CD mit dem Sprecher der Hauptfigur Walter Andreas Müller und Kompositionen von Alexius Tschallener sowie das Kartenspiel Globi Quartett Museum.

## Globis Schwert im Museum
Das Landesmuseum liess Globis Schwert in Anlehnung an Waffen aus dem 13. Jahrhundert von Waffenschmied Reto Zürcher aus Huttwil nachbauen. Das Schwert von Globi verzierte der Schmied mit einer tauschierten Inschrift. Das heisst, er schnitt Linien, eigentliche Rillen, die sich nach unten leicht verbreitern, in das Schwert. In jede Rille legte er einen Kupferdraht und schlug den Draht so in die Rille, dass er sich dem konkaven Profil der Rille anpasste und so eingeklemmt bleibt. Der Farbkontrast des hellen Kupfers und des dunklen Eisens macht die Inschrift gut sichtbar. Um das Schwert alt wie in der Globigeschichte aussehen zu lassen, behandelte es der Schmied mit Säure. 
Dass ein Fantasie-Produkt in einem Museum ausgestellt wird, das der Vermittlung historischer Objekte verpflichtet ist, ist aussergewöhnlich. Globis Schwert ist ein Fantasie-Produkt, das keine historische Aussage macht, und trotzdem als reales Objekt im Museum anzutreffen ist. Es ist, wie die dazugehörige Objektinformation festhält, eine Leihgabe von Globi. Mit dem Ausstellungsstück lässt sich das Landesmuseum auf das Spiel von Fiktion und Wirklichkeit ein.

## Bestseller
In der Bestsellerliste des Schweizer Buchhandels- und Verlags-Verbands belegte das Buch in der Woche 17/2024 und im Monat März in der Kategorie Kinder- und Jugendbuch den Platz 1.